# Chalmette Unit of Jean Lafitte National Historical Park
La Chalmette Unit of Jean Lafitte National Historical Park est un district historique de la ville américaine de Chalmette, en Louisiane. Protégée au sein des parc historique national et réserve Jean Lafitte, elle est inscrite au Registre national des lieux historiques depuis le 15 octobre 1966.